# 奧沙華
奧沙華（英語：Oshawa）是加拿大安大略省南部杜林區一座城市，坐落安大略湖北岸，位處魁北克市-溫莎走廊之上，離多倫多市中心以東約60公里。奧沙華是杜林區內的最大城市，並是大多倫多地區以至金馬蹄地區的東部重心。據2016年加拿大人口普查所示，奧沙華市內人口為159,458。奧沙華都會區則包含鄰近的惠特比鎮和克拉靈頓自治區，2016年人口為379,848，為全國第14大都會區。
奧沙華的經濟多年來以汽車業為主；通用汽車加拿大分公司的總部設於市內，而奧沙華更有「加拿大汽車業之都」（Automotive Capital of Canada）的外號。

## 歷史
安大略湖易洛魁人於15世紀在和諧溪（Harmony Creek）一帶定居，為現奧沙華境内已知最早形成的聚落。密西沙加族原住民則從18世紀初開始與法裔皮草交易員交往；該族原住民在現奧沙華港口將皮草搬上獨木舟，再將獨木舟划至信用河（Credit River）河口的交易站。為了方便皮毛交易，法國人於1750年左右在奧沙華港口設立另一座交易站。
由於此地交通早期以水路為主，歐洲人於18世紀遷至此地時主要沿安大略湖湖岸定居。隨著上加拿大總督錫姆科（John Graves Simcoe）於1793年下令興建道路連接京士頓和約克（即現多倫多），此帶聚落亦往内陸伸延至該道路的兩旁；這條道路現即奧沙華市内的國王街（King Street）。歐裔居民陸續在此設立以溪流驅動的磨坊，吸引附近農民將農作物帶到此處，而旅館和商店等設施亦相繼在此開業。奧沙華港口於1840年代則以時任上加拿大總督薛鄧咸（Lord Sydenham）命名為薛鄧咸港。
當地居民於1842年向政府申請設立郵局並獲批准，隨之舉行公眾會議為郵局命名。與會民眾同意將之名為薛鄧咸，但諮詢原住民意見後則決定將之名為「奧沙華」，在奧杰布瓦語意即「在此處停用獨木舟並改為徒步橫渡溪流」。隨著當地人口達至2千人，奧沙華於1850年正式設立村級建制。大主幹鐵路（Grand Trunk Railway）開通至奧沙華後，當地工業更趨興旺，人口於1870年代末逼近4千；奧沙華遂於1879年1月改制為鎮。
奧沙華的鐵路和港口設施吸引了羅伯特·麥拉夫連（Robert McLaughlin）於1876年將其轎車製造公司遷至此處，而該公司亦於往後年間發展成大英帝國規模最大的轎車製造商，並於20世紀初晉身汽車業。麥拉夫連公司先與美國別克公司合作，在麥拉夫連製的車身内裝入別克引擎，1907年（即首年）生產了198部汽車。該公司再於1915年購入雪佛蘭在加拿大的生產權，成立雪佛蘭加拿大分公司，並放棄原有的轎車產業。麥拉夫連汽車公司和雪佛蘭加拿大分公司再於1918年正式合併成通用汽車加拿大分公司，由羅伯特·麥拉夫連出任總裁。

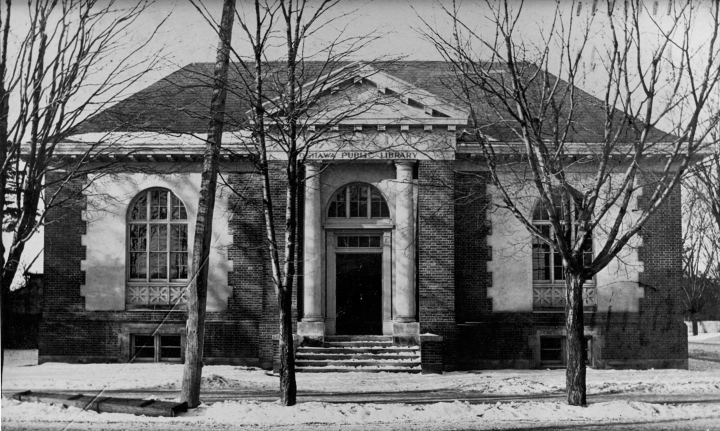
奧沙華公共圖書館（攝於1909年）

在工業蓬勃發展下，奧沙華的基礎建設於20世紀初陸續改善。鎮内食水供應系統和污水管道於1904-05年間先後動工，鎮政府於1906年購地以興建首座公共圖書館，而奧沙華綜合醫院則於1910年動工。奧沙華鎮政府於1922年吞併東惠特比鄉（Township of East Whitby）的部分土地，而隨著鎮内人口突破15000人，奧沙華於1924年3月8日正式改設為市。
奧沙華市於1951年吞併東惠特比鄉的10,415英畝（4,215公頃）土地。401號公路開通後刺激了奧沙華及鄰近地區的人口增長，促使省政府於1974年解散奧沙華原屬的安大略縣，並將包括奧沙華市在内的安大略縣南部轉移至新成立的杜林區。奧沙華市同時吞併東惠特比鄉餘下的範圍，達至目前的地理規模。

## 交通
奧沙華市内有兩條東西向省級400系列高速公路，分別為401號公路和407號收費公路。前者貫穿奧沙華市南部，後者則掠過奧沙華市北部。在401號公路開通前，同為東西向的2號公路則為市內要道；省政府於1998年取消2號公路的省道資格，並下放予杜林區政府管轄。
奧沙華市內的公共交通服務過去由市營的奧沙華交通局營運，從2006年1月1日起則改由新成立的杜林區交通局營運。此外，GO運輸公司亦有提供來回奧沙華、多倫多和咸美頓的通勤鐵路服務，以及連接奧沙華、杜林區其他城鎮、多倫多和約克區的巴士服務。城際鐵路服務則由維亞鐵路公司提供。
奧沙華市亦是奧沙華機場（Oshawa Airport；IATA代碼：YOO；ICAO代碼：CYOO）所在。這是一座小型機場，沒有定期航班，主要供包機使用。最接近奧沙華的主要客運機場則為多倫多皮爾遜國際機場和比利·畢曉普多倫多市機場。

## 教育

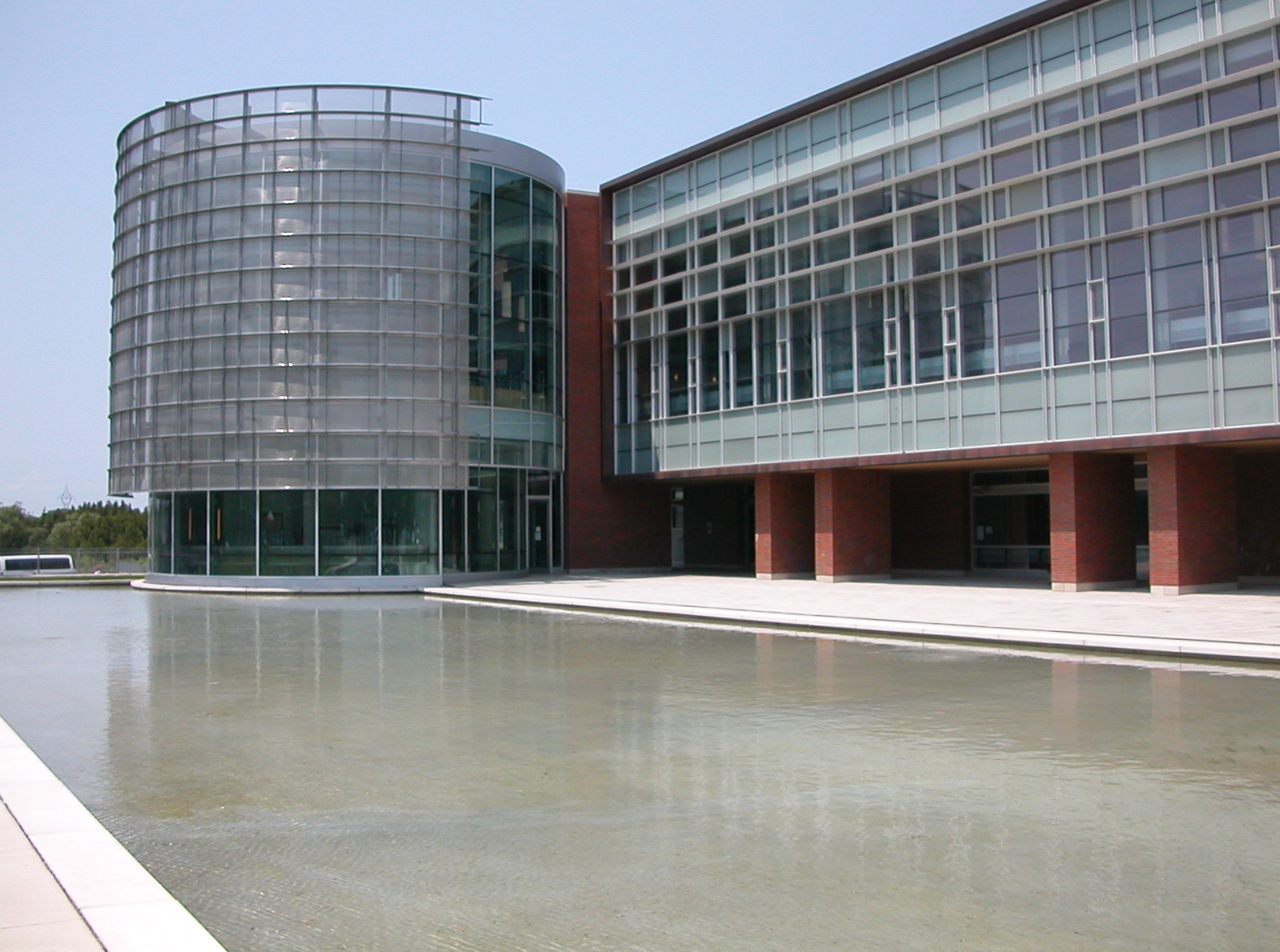
安大略理工大學圖書館

奧沙華市內的公立幼稚園及中小學以主要授課語言和宗教背景分為四個類別，並由四間不同機構營運：
- 杜林區教育局（Durham District School Board）負責營運市內的英語世俗公立中小學（29間小學、6間中學）[7]
- 杜林區天主教教育局（Durham Catholic District School Board）負責營運市內的英語天主教公立中小學（10間小學、2間中學）[8]
- 維亞蒙德教育局（Conseil scolaire Viamonde）負責營運市內的一間法語公立小學
- 我的未來天主教教育局（Conseil scolaire catholique MonAvenir）負責營運市內的一間法語天主教公立小學

專上教育方面，安大略理工大學（University of Ontario Institute of Technology）和杜林學院（Durham College）的主校園皆設於奧沙華市內，而特倫特大學則於奧沙華市南部設有一座衛星校園。

## 體育

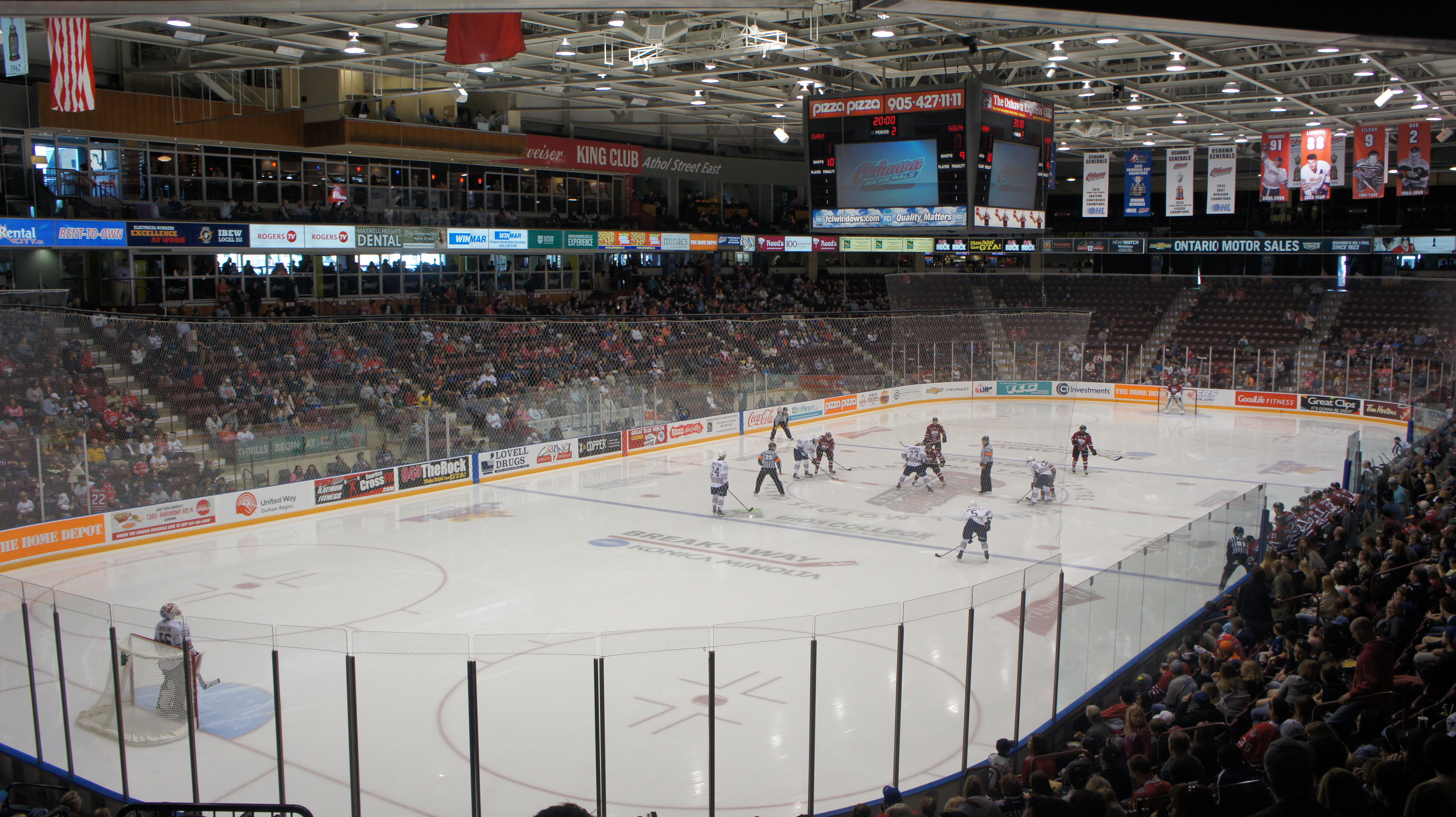
通用汽車中心内部

奧沙華將軍冰球隊（Oshawa Generals）於1937年成立，當時在安大略冰球協會（OHA）作賽，1953年因主場館漢布利體育館起火而停賽，1962年恢復營運並於1964年遷進新建的奧沙華市立體育館。該隊現時在安大略冰球聯盟（OHL）作賽，2006年11月起以市内的通用汽車中心為主場館。
加拿大國家籃球聯賽的奧沙華動力隊（Oshawa Power）從2011年起作賽，主場館同為通用汽車中心。該隊於2013年遷至密西沙加，2015年解散。

## 媒體
由於其地理位置接近全國最大媒體市場多倫多，奧沙華只得少量在市内營運的媒體。該市有兩間廣播電台，分別為CKDO（AM1580及轉播站FM107.7）和CKGE（FM94.9），而市内唯一一間地區電視台則為環球電視直屬分台CHEX-TV-2。該市居民亦可接收大部分多倫多電子媒體，包括多倫多的CBC、Citytv和CTV分台。
奧沙華有兩份報章，分別為每星期三發行的《奧沙華快報》（Oshawa Express）和每周發行兩次的《奧沙華今周》（Oshawa This Week）。該市原有的每日發行主要報章《奧沙華時報》（Oshawa Times）則於1994年停刊。

## 外部連結
- City of Oshawa （页面存档备份，存于）（英文）－奧沙華市政府官方網站